# Stati delle colline dell'India
Gli Stati delle colline dell'India o Confederazione degli stati collinari dell'India fu un insieme di stati principeschi della parte settentrionale subcontinente indiano.

## Storia
Durante il periodo coloniale del British Raj, due gruppi di stati in dirette relazioni con la provincia britannica del Punjab entrarono a far parte dell'Impero indiano dopo due guerre e numerose rivolte contro l'Impero moghul.
I regnanti locali erano conosciuti popolarmente col titolo informale di Hill Rajas dal momento che i loro territori si trovavano in aree collinari, divenendo noti come Hill States.
Dopo l'indipendenza, gli Hill States divennero parte dell'Unione Indiana e vennero suddivisi tra le costituenti del Punjab, dell'Haryana e dell'Himachal Pradesh.

### Simla Hills
L'area delle Simla Hills comprendevano 28 stati principeschi (inclusi diversi principati feudali e zaildar) sui promontori presso l'Himalaya occidentale che avevano appunto nome di Shimla da cui il nome di Simla Hill States. Questi stati erano governati perlopiù da rajput indù.
Tre quarti del territorio (circa 12.000 km²) apparteneva al raja (già rana) di Bashahr. Gli stati tributari di Bashahr erano: 
- il Thakur di Khaneti
- il Thakur di Delath.

Gli altri stati principeschi più piccoli si trovavano più a sud e comprendevano i territori de:
- il Rana di Balsan
- il Thakur di Beja
- il Rana di Bhaji /Bhajji
- il principe di Baghat
- il Raja di Bilaspur (già Kahlur = Kehloor)
- il Rana di Darkoti(i) = Darkoti
- il Rana (Shri) di Dhami
- il Raja Rana (ex Rana) di Jubbal, che disponeva di due stati tributari:
  - il Thakur (sahib) dello stato di Dhadi, inizialmente tributario di Tharoch, poi di Bashahr ed infine nel 1896 di Jubbal.
  - (?) Rawin = Rawingarh
- il Raja (già Rana) di Keonthal, con tributari:
  - il jagirdar di Gundh
  - il Rana Sahib di Koti (dal 1815)
  - il jagirdar di Madhan = Kiari
  - il Thakur Saheb (indicato anche come Rana) di Ratesh (noto popolarmente come Kot, "fortezza")
  - il Rana di Theog
- il Thakur di Kunihar
- il Rana di Kuthar
- il Thakur di Mahlog
- il Rana di Mangal
- il Raja di Nalagarh
- il Thakur (o Rai Mian?) di Sangri
- il Thakur (originariamente Rana sino all'occupazione dei Gurkhas; Thakur dal 1815 al 1929) di Tharoch = Tiroch

### Stati delle colline del Punjab
- il Raja (Saheb) di Chamba
- il Raja di Mandi
- il Raja of Suket
- il Raja of Siba